# Cercle athlétique de Paris-Charenton
Ne pas confondre avec le Club athlétique de Paris, club de football fondé en 1897.
Pour les articles homonymes, voir CAP et CA Paris.
Maillots
Le Cercle athlétique de Paris-Charenton, abrégé en CAP-Charenton, est un club de football français fondé en 1896 sous le nom de Nationale de Saint-Mandé. Il emménage en 1905 au stade de Charentonneau à Maisons-Alfort, commune tout proche de Paris située dans le département de la Seine. Renommé Cercle Athlétique de Paris (CA Paris) en 1905, c'est sous ce nom que le club obtient ses plus grands succès jusque dans les années 1920.
Engagé dans le Championnat de France USFSA dès 1897, le club y gravit tous les échelons et arrive en finale de cette épreuve en 1906 et 1909. Dans les années qui précèdent la Première Guerre mondiale, les Capistes remportent par deux fois le Trophée de France en 1911 et 1913. L'édition 1913 de cette compétition regroupant pour la première fois l'ensemble des quatre fédérations de football alors concurrentes, le CAP peut être considéré comme étant le club champion de France 1913. Les Capistes réussissent ensuite à gagner la Coupe de France en 1920 et à atteindre la finale en 1928.
Le CA Paris obtient le statut professionnel en 1932 et participe aux deux premières saisons du championnat de Division 1 avant d'être relégué en Division 2. La période de gloire du club est révolue et le nombre de Capistes appelés en équipe de France s'arrête à 20 pour un total de 100 sélections. Abonné aux dernières places du championnat de Division 2 et n'ayant plus de stade fixe, le CA Paris quitte la scène professionnelle en 1963. En 1964, le club fusionne avec le Stade Olympique de Charenton et retrouve les terrains de ses débuts à Charentonneau. Depuis, le club évolue dans les divisions inférieures de la Ligue de Paris Île-de-France sous le nom de CAP-Charenton.

## Historique

### De la Nationale de Saint-Mandé au FC Paris (1896-1905)

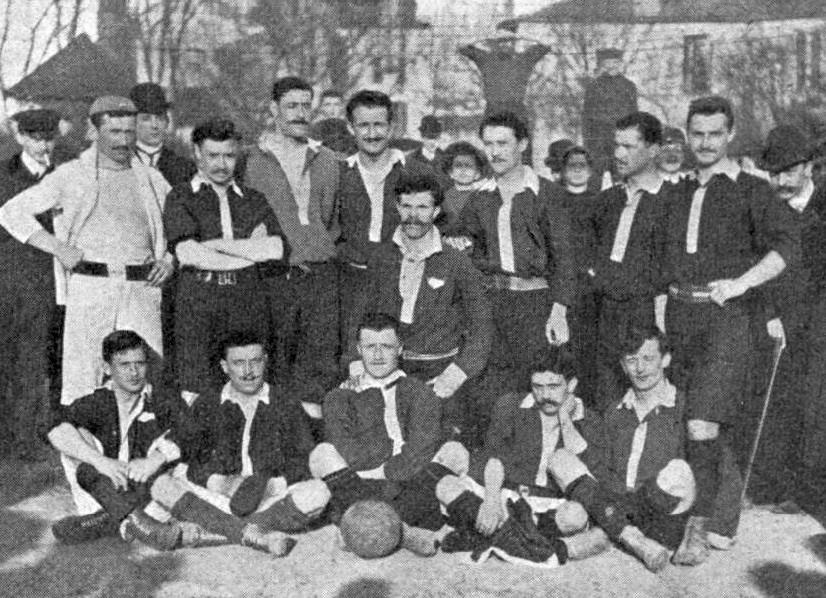
Le Football-Club de Paris vainqueur de la Coupe Manier en avril 1905.

Les origines du Cercle athlétique de Paris remontent à 1892, date de fondation de la Nationale de Saint-Mandé, « Société de Gymnastique et de Préparation Militaire ». Une section football est créée en 1896. Le club engage une équipe en troisième série du championnat de France de l'Union des sociétés françaises de sports athlétiques (USFSA) dès 1897 et dispute ses premiers matchs sur la pelouse de la Belle-Gabrielle dans le bois de Vincennes. La Nationale, qui évolue en championnat de deuxième série des équipes secondes en 1897-1898, termine première de sa poule. Admis en troisième série des équipes premières en 1898-1899, le club accède en deuxième série à l'issue de la saison.[réf. nécessaire] Bientôt[Quand ?], le club rejoint la première série, mais peine à ce niveau.[non neutre] En 1899, la Nationale devient le Football-Club de Paris.[Passage contradictoire] Sous ce nouveau nom, le club remporte la Coupe Manier, une compétition nationale réservée aux clubs n'alignant pas plus de trois joueurs étrangers, en 1902 et 1905[source insuffisante],.

### L'âge d'or du CA Paris (1905-1920)

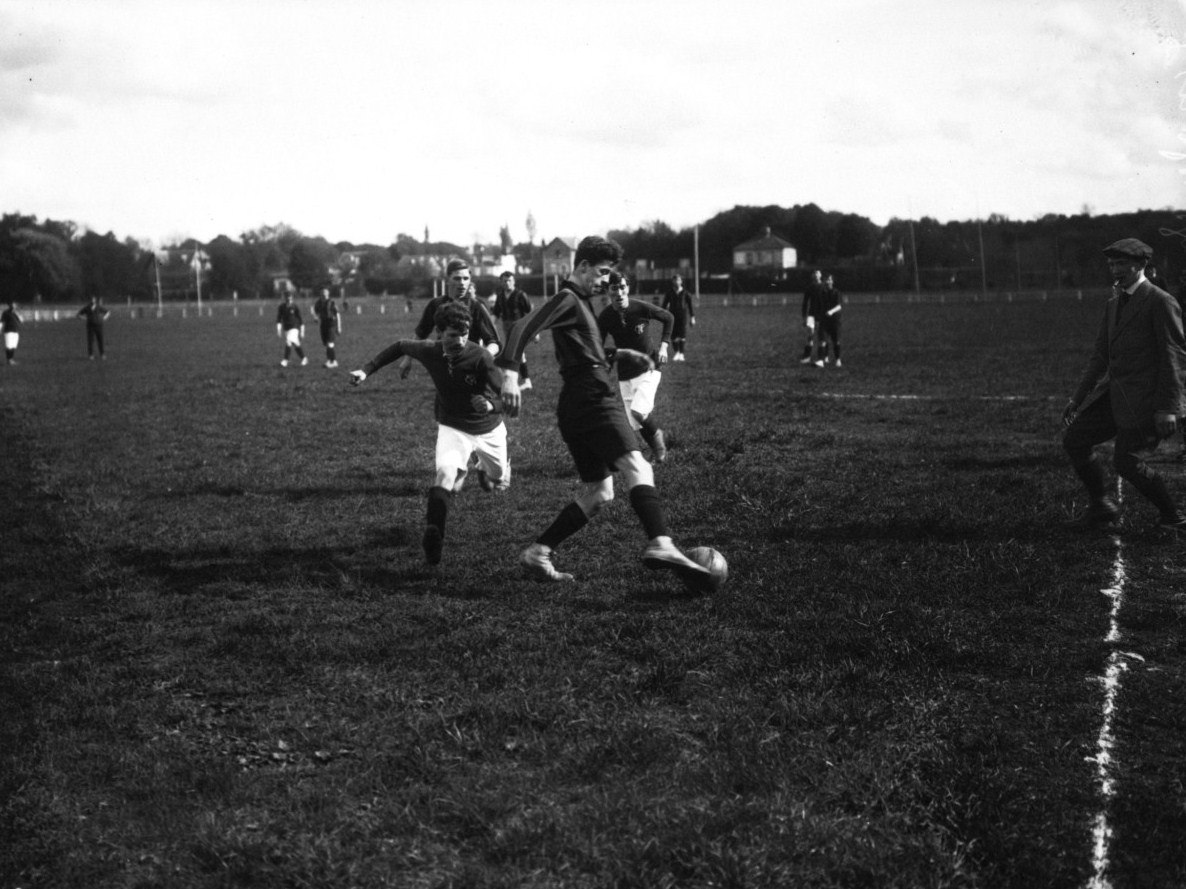
Finale du championnat de France de l'USFSA 1909 entre le SH Marseille et le CA Paris.

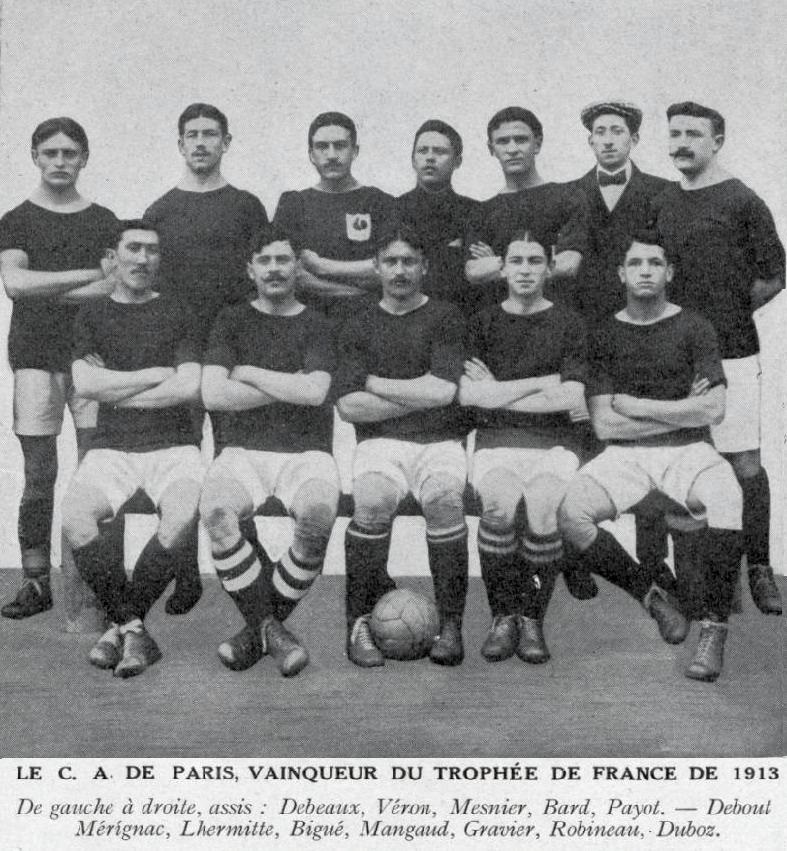
Le CA Paris vainqueur du Trophée de France, en 1913.

En 1905, le FC Paris se transforme en Cercle Athlétique de Paris après la fusion opérée avec l'Union Sportive XIIe et le Paris Athlétic Club.[réf. nécessaire] Un titre de champion de Paris de première série[réf. nécessaire] vient marquer cette évolution[C'est-à-dire ?] voulue par le président du club Michel Fontaine. En phase finale du championnat de France 1906, après avoir écarté le Sport universitaire Caen (8-0), puis le Stade olympique des étudiants toulousains (2-1), le CAP affronte le Racing Club de Roubaix en finale nationale. À Tourcoing, le CAP ouvre le score dès la 6e minute de jeu. Une puissante équipe roubaisienne et un arbitrage contestable[non neutre] permettent aux Nordistes de s'imposer finalement 4-1.
La Coupe Manier est ensuite remportée deux fois successivement en 1906 et 1907[réf. nécessaire]. Le titre de champion de Paris est à nouveau gagné par le CAP en 1909, ce qui lui permet de participer à nouveau à la phase finale du championnat de France USFSA. L'Angers Université Club (17-1), le Stade rennais (8-3) et l'Union sportive tourquennoise (1-0) sont alors éliminés par les Capistes. En finale nationale, les Parisiens affrontent le Stade helvétique de Marseille à Colombes. Les Suisses de Marseille s'imposent 3-2.

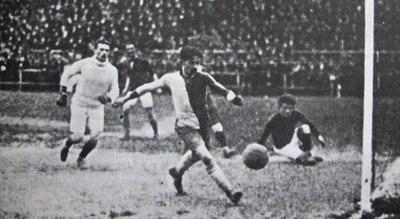
Finale de la Coupe de France 1920 : le défenseur havrais Grivel sauve son gardien sous les yeux du Capiste Ernest Gravier, à droite.

Le 27 août 1910, le CA Paris quitte l'USFSA et fonde la Ligue de football association (LFA) en compagnie de trois autres clubs parisiens que sont le Red Star, l'Union sportive suisse de Paris et le Paris Star. Cette décision fait suite au refus de l'USFSA de devenir membre du Comité français interfédéral (CFI), un organisme unissant les différentes fédérations gérant le football en France à l'exception donc de l'USFSA. Les Capistes enlèvent les titres 1911 et 1913 de cette ligue.
La LFA ayant adhéré au CFI, ces deux titres permettent également au CA Paris de participer au Trophée de France. En 1911, le CAP remporte cette épreuve en écartant en finale le club catholique parisien de l'Étoile des Deux Lacs (1-0). Le club remporte une nouvelle victoire dans le Trophée de France en 1913. Cette fois, après avoir éliminé l'Étoile des Deux Lacs en demi-finale (4-2 après prolongation), les Capistes sont opposés en finale aux Bordelais de la Vie au Grand Air du Médoc. La rencontre a lieu au stade du Jard à Mérignac et voit la victoire (2-1) des Parisiens.
La Grande Guerre met les activités du club en veille.[Information douteuse] En 1917-1918, le CA Paris fait partie des 48 clubs qui participent à la première coupe nationale de football, la Coupe Charles Simon, qui est renommée Coupe de France deux ans plus tard. Le CAP atteint les huitièmes (1918) puis les quarts de finale (1919) lors des deux premières éditions de l'épreuve.

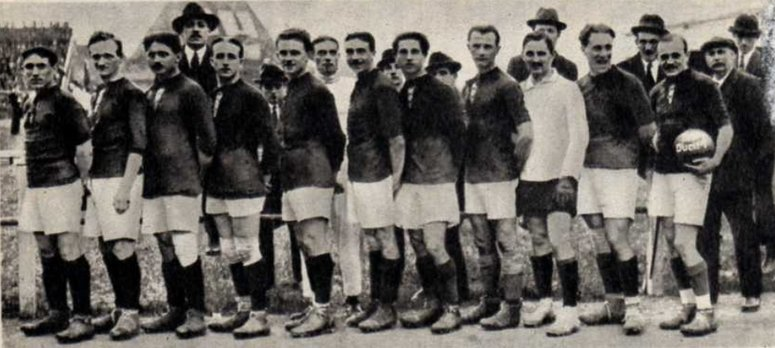
Le CA Paris vainqueur de la Coupe de France 1920 avec, de gauche à droite, Allègre, McDewitt, Mesnier, Dupé, Poullain, Bigué, Vanco, Gravier, Dreyfus, Pache et Bard (capitaine)

La saison suivante, le CAP atteint la finale de l'épreuve après avoir passé facilement[non neutre] les deux premiers tours contre le CO Billancourt (6-2 à Paris) et l'US Romillonne (8-0 à Romilly-sur-Seine). En huitième de finale, le club parisien bat l'US Servannaise 3-2 à Rennes avant de battre le Red Star en quart à l'issue d'un match d'appui remporté 2-0. La demi-finale est remportée 2-1 à l'extérieur contre la VGA Médoc de Bordeaux. Devant plus de 7 000 spectateurs au stade Bergeyre de Paris près du parc des Buttes-Chaumont, les Capistes ne sont pas favoris mais réussissent à enlever la Coupe de France face aux Normands du Havre Athletic Club (2-1). Les Normands ouvrent le score par l'intermédiaire de Thorel à la réception d'un centre de Blouin. Le CA Paris est meilleur que son adversaire et parvient à reprendre l'avantage grâce à deux buts inscrits par Henri Bard, dit « bébé cadum », sur un penalty puis sur un tir de près.
Sur le plan tactique, les deux équipes jouent avec une attaque en W comprenant un avant-centre et deux ailiers. L'équipe du Havre, qui s'est défait de l'AS Cannes après prolongation en demi-finale, dispute la finale privée de son attaquant international Albert Rénier et de son milieu titulaire Sidney Sheldon. L'équipe parisienne est en revanche au complet et aligne en finale sept internationaux français : Henri Bard, Marcel Vanco, Maurice Bigué, André Allègre, André Poullain, Ernest Gravier et Louis Mesnier. Louis Mesnier, international depuis 1904, est alors âgé de 35 ans et joue à l'arrière. Quant au capitaine Henri Bard, il prend sa revanche après avoir perdu la finale avec le FC Lyon en 1918. Deux internationaux suisses complètent l'effectif truffé de stars du CAP : le gardien Ivan Dreyfus et Robert Pache,.

### Entre championnat de Paris et Coupe de France (1920-1932)
À peine la Coupe de France 1920 gagnée, l'équipe se disperse à la suite de dissensions au sein du groupe.[réf. nécessaire] Tous les joueurs quittent le club sauf Charles McDewitt et Georges Moulène. La reconstruction d'une équipe compétitive au CA Paris prend cinq ans, période pendant laquelle le Red Star devient le principal club de la capitale[non neutre].
L'équipe du CA Paris se reconstruit autour de jeunes joueurs. En 1924-1925, l'équipe présente ainsi une moyenne d'âge de 22 ans et, selon l'ancien footballeur Lucien Gamblin devenu journaliste au quotidien sportif L'Auto, elle « progresse de dimanche en dimanche ». L'équipe continue de s'améliorer, ce qui permet au club de remporter le titre de champion de Paris deux ans plus tard en 1927. Cette même saison, le Cercle Athlétique de Paris atteint les demi-finales de la Coupe de France. L'Olympique de Marseille, par un cinglant 6-0 à Lyon, met un terme à ce parcours.

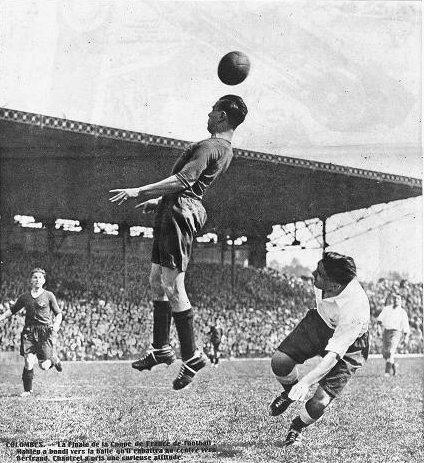
Finale de la Coupe de France 1928 : Mahieu remise vers Bertrand devant le défenseur du Red Star Chantrel.

Les Rouges obtiennent leur revanche sur l'OM peu après. En effet, la Fédération française de football association (FFFA) ayant décidé de mettre en place une compétition de fin de saison attribuant le titre de champion de France réunissant les champions des ligues régionales, le CAP est convié à se mesurer à l'Olympique de Marseille, au Football Club Rouennais, à l'Amiens Athlétic Club et au Sporting Club de la Bastidienne. Le CA Paris remporte ce championnat et est couronné champion de France 1927 en s'appuyant sur une équipe comprenant, entre autres, Albert Ottavis, Jean Fidon, les frères Jean et Lucien Laurent ainsi que Marcel Langiller.
Lors du championnat de Paris 1928, le CAP dispute le titre au Stade français jusqu'à l'ultime journée. Les Stadistes parviennent à s'imposer au stade de Charentonneau et remportent le championnat. Cette même saison, le CA Paris parvient en finale de la Coupe de France. En seizième de finale, il bat le Havre Athletic Club après un match d'appui (0-0 à Charentonneau puis 1-0 au Havre) qu'il avait déjà vaincu en finale en 1920. Le CAP se défait ensuite de l'AS Valentigney et de l'Olympique lillois, avant de dominer en demi-finale le FC Mulhouse 1893, vainqueur de la Division d'honneur du Championnat de France amateur, par 5 buts à 1.
Les Capistes retrouvent en finale le Red Star, pour ce qui est la troisième et dernière finale de l'histoire de la Coupe entre deux équipes parisiennes après celles de 1919 et 1921,. Le Red Star se présente avec une équipe expérimentée comprenant notamment les internationaux Paul Nicolas et Juste Brouzes, tous deux triples vainqueurs de la Coupe de France de 1921 à 1923, Marcel Domergue et Augustin Chantrel. L'équipe du CA Paris est plus jeune et ne comprend qu'une « vedette », l'attaquant de 19 ans Marcel Langiller qui est entouré des frères Laurent, 20 et 21 ans, et de Jean Fidon, Georges Ouvray et Pierre Bertrand, qui ont tous moins de 22 ans,.

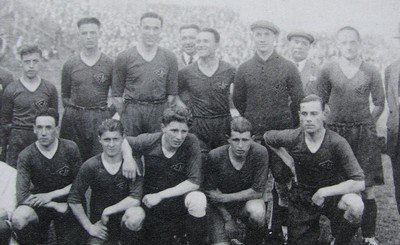
Le CAP finaliste de la Coupe de France 1928 avec Blanc (5e debout) – Fidon, Ottavis – J. Laurent, Gautheroux, Quentier (capitaine) – Ouvray, L. Laurent, Bertrand, Langiller (4e accroupis), Mahieu

Forte de sa plus grande expérience, l'équipe du Red Star domine le début de la rencontre et prend l'avantage 2-0 par Paul Wartel à la suite d'un corner puis par le Norvégien Brenna Egil Lund qui marque sur un corner direct,. Dès le début du match, Marcel Langiller, l'un des meilleurs atouts du CA Paris, ainsi que les frères Laurent se blessent. Malgré ce handicap, les Capistes réduisent l'écart à 2-1 en fin de première mi-temps par Pierre Bertrand, qui marque en déviant un tir de Jean Gautheroux. En deuxième mi-temps, le Red Star conserve la « mainmise » sur le match et à la 61e minute de jeu le milieu de terrain audonien Juste Brouzes scelle le score à 3-1 pour le Red Star, qui remporte sa quatrième Coupe de France. Passant devant le président de la République Gaston Doumergue à l'issue de la rencontre, le gardien du CAP Armand Blanc lui lance « En sport comme en politique, les Rouges sont battus »,.
En 1930, le club connaît une nouvelle grave crise qui disloque ses effectifs. Langiller rejoint l'Excelsior de Roubaix tandis que les frères Laurent signent au Football Club de Sochaux. Le CAP ne se remettra jamais vraiment de cette nouvelle saignée.

### Le CA Paris chez les professionnels (1932-1963)
Dès 1932, le club opte pour le statut professionnel. Engagé dans la première édition de la première division professionnelle, le club parisien signe la première surprise à l'occasion de la première journée en s'imposant 1-3 à Sochaux. Ce succès mérité est obtenu grâce à deux penalties transformés par le gardien capiste, le Hongrois Karoly Mayer. Leader éphémère, le CAP entre vite dans le rang et connaît une saison moyenne en se classant cinquième sur dix équipes dans le groupe B.
La saison suivante, le CA Paris est à nouveau leader du championnat au terme de la première journée en s'imposant 5-1 au stade Buffalo face à l'AS Cannes, avant de s'incliner 21 fois lors des 25 matchs suivants de la saison. Le club termine dernier et loin du premier club non relégué. C'est la descente en deuxième division. Jamais les Capistes ne parviendront à s'en extirper. Lors de ses deux saisons en Division 1, le CAP utilise quatre stades pour ses matchs de championnat à domicile : Buffalo (10), Parc des Princes (6), Saint-Ouen (5) et Colombes (1).[réf. nécessaire]

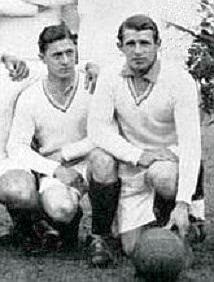
Lucien Laurent et Marcel Langiller, ici à la Coupe du monde 1930, reviennent au CA Paris dans les années 1930 après y avoir été formés,.

Le CA Paris est toujours un vagabond sans stade et évolue alors principalement au stade de la Porte-Dorée à Saint-Mandé, terrain aux dimensions réduites.[réf. nécessaire] Le 24 janvier 1937, les Capistes accueillent Charleville à Saint-Ouen. Le jeu produit par les joueurs parisiens est si pitoyable qu'un « titi parisien » particulièrement moqueur s'écrie : « Pas étonnant, ce n'est pas un terrain pour eux, il est trop bas de plafond ! ».[non pertinent] Le CAP s'impose tout de même 2-1.
Après la Seconde Guerre mondiale, le CA Paris retrouve le championnat de Division 2 qui, en 1945-1946, est divisé en deux poules Nord et Sud comprenant quatorze équipes chacune. Le club se maintient en milieu de tableau comme dans les derniers championnats d'avant la guerre (3e sur 5 et 9e sur 16 en 1938, 13e sur 23 en 1939) et parvient à se classer huitième sur quatorze dans la poule Nord. La saison suivante est également une saison équilibrée pour le CA Paris qui termine 12e sur 22 équipes avec 15 victoires et 16 défaites. Les quatre saisons qui suivent sont pénibles[non neutre] pour le club parisien puisqu'il recule dans la hiérarchie et finit en fin de classement de Division 2 : avant-dernier en 1948 et 1949, dernier en 1950 puis à nouveau avant-dernier en 1951.
En 1951, Angelo Grizzetti devient entraîneur du Cercle Athlétique de Paris. Sous sa direction, le club « a une tenue honorable » et quitte les dernières places du championnat de Division 2. Il termine 14e sur 18 lors de la saison 1951-1952 grâce notamment à quelques joueurs talentueux détectés par Grizzetti, dont Bravo et Pardo. Ce rebond n'est que passager puisqu'à partir de la saison suivante, le CAP se contente de vivoter en Division 2 et collectionne les places de lanterne rouge. Sur les onze championnats de Division 2 disputés entre 1953 et 1963, le CA Paris termine deux fois dernier, cinq fois avant-dernier, et quatre fois dans les cinq derniers du classement.
Le président Langiller ouvre les portes de son équipe à des jeunes du RC Paris dès la fin des années 1950 ; sans plus de succès que ce soit en Championnat ou en Coupe. Après la seconde guerre, le club capiste ne parvient à atteindre que les seizièmes de finale à quatre reprises (1946, 48, 50 et 51). En 1963, le CAP de Marcel Langiller jette l'éponge. « C'était dans l'ordre des choses, le club ne pouvait plus vivre. Nous avons eu le mérite de tenir longtemps. Comme j'étais plus jeune, je m'imaginais d'une année sur l'autre que la situation s'améliorerait. J'ai fini par me rendre à l'évidence. (...) Les derniers temps, nous étions en perpétuelle transhumance : Parc des Princes, Saint-Ouen, Vincennes et même Mantes : nous étions bons pour jouer partout et nulle part. ».

### Épilogue (depuis 1963)

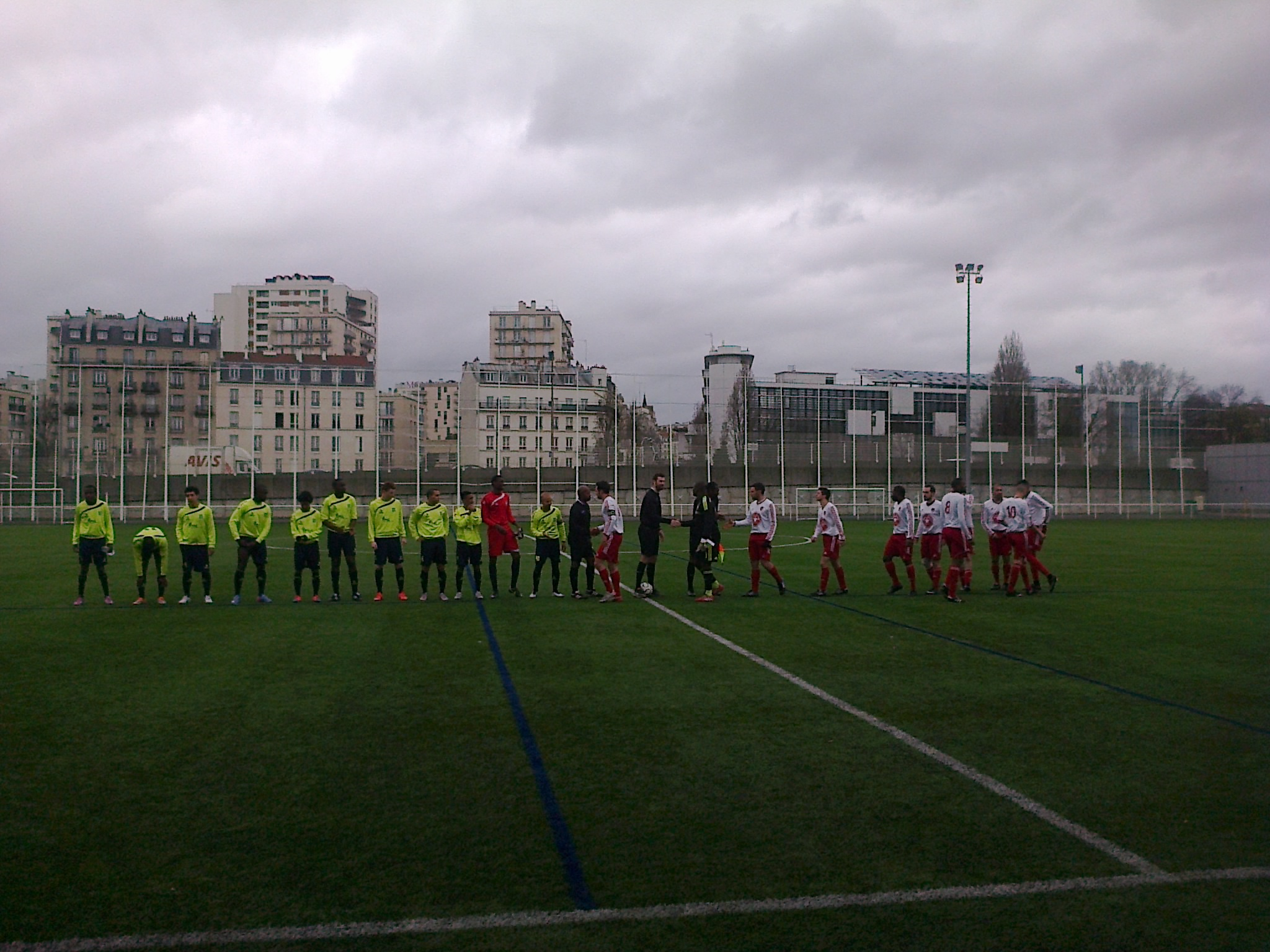
L'équipe du CAP Charenton (maillot blanc) lors de la réception de la réserve de la VGA Saint-Maur en 1re division de District Val-de-Marne le dimanche 29 mars 2015 au Stade Henri-Guérin (6-0).

Le club quitte le statut professionnel et redémarre la saison 1963-1964 en Division nationale du championnat de France amateur (CFA), premier niveau amateur dans la hiérarchie du football français. Il s'agit de la dernière saison du club en championnat national. Le CA Paris finit en effet douzième et dernier sans réussir à gagner le moindre match, et est relégué dans le championnat régional de la Ligue parisienne de football.
Le club fusionne avec le Stade Olympique Charenton (ex-Stade Olympique de l'Est entre 1904 et 1939) en octobre 1964 lui permettant de renouer avec son glorieux passé en retrouvant les terrains de ses débuts à Charentonneau. Après la fusion, le nouveau club adopte le nom de CAP-Charenton en 1964,, le nom officiel devenant par la suite Charenton-CAP.
Le CAP-Charenton dispute la saison 1964-1965 en Division d'honneur de la Ligue parisienne. Les Capistes terminent à nouveau en queue de classement : ils se classent onzième sur douze d'un championnat remportée par l'équipe réserve du Stade français et sont relégués en division inférieure, dénommée Promotion d'honneur. Le club n'arrive pas à se maintenir à l'échelon inférieur et est cette fois relégué en championnat de district à l'issue de la saison 1965-1966.
Le club ne parvient pas à se remettre de cette chute précipitée et, malgré son poids historique important, le CA Paris évolue depuis dans les championnats du district de football du Val-de-Marne, et plus particulièrement dans le championnat seniors de deuxième division[Quand ?], douzième échelon du football français. En 2011-2012, le club remporte la poule A de deuxième division puis se maintient en première division de district les deux saisons suivantes,. Après le titre de champion départemental de première division acquis en 2015, il joue au premier niveau départemental dans le championnat Excellence.

## Identité du club

### Noms du club
La Nationale de Saint-Mandé, société de gymnastique et de préparation militaire, aurait été fondée en 1892 puis aurait ouvert une section football en 1896. La Nationale de Saint-Mandé, en 1re série du championnat de Paris depuis la saison 1900-1901, y laisse sa place à la fin de la saison 1902-1903 au Football Club de Paris. Il n'est toutefois pas clairement établi qu'il s'agisse d'un simple changement de nom ou d'une fusion avec un autre club. À la fin de la saison 1903-1905, la place du club en 1re série du championnat de Paris revient au Cercle athlétique de Paris, qui serait né de la fusion du Football Club de Paris avec l'Union sportive du XIIe et le Paris Athlétic Club, deux clubs n'ayant jamais pris part à la 1re série.
Le Cercle athlétique de Paris est l'un des premiers clubs à s'être affilié à la Fédération française de Football Association. Il s'affilie dès juin 1919 et reçoit le numéro 31[réf. nécessaire]. Le club fusionne en juillet 1922 avec le Gallia Club, affilié en juin 1919 sous le numéro 71[réf. nécessaire], et prend le nom de Cercle athlétique de Paris – Gallia[réf. nécessaire]. L'entente ne dure qu'une saison. Dès juillet 1923, le Cercle athlétique de Paris – Gallia reprend le nom de Cercle athlétique de Paris[réf. nécessaire], tandis que le Gallia Club se réaffilie sous le numéro 3410[réf. nécessaire].
Une nouvelle fusion a lieu en juillet 1942 avec le Stade français, affilié en juin 1919 sous le numéro 70[réf. nécessaire], pour former le Stade français – C.A. Paris[réf. nécessaire]. Une nouvelle fois, l'entente est de courte durée. Dès 1944, les deux clubs défusionnent et repartent sous leurs anciens numéros d'affiliation avec les noms respectifs de Cercle athlétique de Paris et de Stade français Football Club. À la suite du reformatage des numéros d'affiliation opéré en avril 1947, le CA Paris passe du numéro 31 au numéro 12. Une dernière fusion a lieu en juin 1964 avec le Stade olympique charentonnais, affilié sous le numéro 46[réf. nécessaire], pour former le C.A.P. Charenton[réf. nécessaire].
| Nationale de Saint-Mandé 1896–1903                      |                                                         |                                                         |                                                         |                                                         |                                                         |                                                    |  |                                                     |                                                     |                                                     |                                                     |                                                     |                                                     |  |  |                                            |                                            |                                            |                                            |                                            |                                            |  |  |  |  |  |  |  |  |  |  |  |  |  |  |
|                                                         |                                                         |                                                         |                                                         |                                                         |                                                         |                                                    |  |                                                     |                                                     |                                                     |                                                     |                                                     |                                                     |  |  |                                            |                                            |                                            |                                            |                                            |                                            |  |  |  |  |  |  |  |  |  |  |  |  |  |  |
| Football Club de Paris 1903–1905                        | Football Club de Paris 1903–1905                        | Football Club de Paris 1903–1905                        | Football Club de Paris 1903–1905                        | Football Club de Paris 1903–1905                        | Football Club de Paris 1903–1905                        |                                                    |  | Union sportive du XIIe ....–1905                    | Union sportive du XIIe ....–1905                    | Union sportive du XIIe ....–1905                    | Union sportive du XIIe ....–1905                    | Union sportive du XIIe ....–1905                    | Union sportive du XIIe ....–1905                    |  |  | Paris Athlétic Club ....–1905              | Paris Athlétic Club ....–1905              | Paris Athlétic Club ....–1905              | Paris Athlétic Club ....–1905              | Paris Athlétic Club ....–1905              | Paris Athlétic Club ....–1905              |  |  |  |  |  |  |  |  |  |  |  |  |  |  |
| Football Club de Paris 1903–1905                        | Football Club de Paris 1903–1905                        | Football Club de Paris 1903–1905                        | Football Club de Paris 1903–1905                        | Football Club de Paris 1903–1905                        | Football Club de Paris 1903–1905                        |                                                    |  | Union sportive du XIIe ....–1905                    | Union sportive du XIIe ....–1905                    | Union sportive du XIIe ....–1905                    | Union sportive du XIIe ....–1905                    | Union sportive du XIIe ....–1905                    | Union sportive du XIIe ....–1905                    |  |  | Paris Athlétic Club ....–1905              | Paris Athlétic Club ....–1905              | Paris Athlétic Club ....–1905              | Paris Athlétic Club ....–1905              | Paris Athlétic Club ....–1905              | Paris Athlétic Club ....–1905              |  |  |  |  |  |  |  |  |  |  |  |  |  |  |
|                                                         |                                                         |                                                         |                                                         |                                                         |                                                         |                                                    |  |                                                     |                                                     |                                                     |                                                     |                                                     |                                                     |  |  |                                            |                                            |                                            |                                            |                                            |                                            |  |  |  |  |  |  |  |  |  |  |  |  |  |  |
| Cercle athlétique de Paris 1905–1922 n°31               | Cercle athlétique de Paris 1905–1922 n°31               | Cercle athlétique de Paris 1905–1922 n°31               | Cercle athlétique de Paris 1905–1922 n°31               | Cercle athlétique de Paris 1905–1922 n°31               | Cercle athlétique de Paris 1905–1922 n°31               |                                                    |  | Gallia Club 1896–1922 n°71                          | Gallia Club 1896–1922 n°71                          | Gallia Club 1896–1922 n°71                          | Gallia Club 1896–1922 n°71                          | Gallia Club 1896–1922 n°71                          | Gallia Club 1896–1922 n°71                          |  |  | Club général d'Entraînement ....–1919 n°4  | Club général d'Entraînement ....–1919 n°4  | Club général d'Entraînement ....–1919 n°4  | Club général d'Entraînement ....–1919 n°4  | Club général d'Entraînement ....–1919 n°4  | Club général d'Entraînement ....–1919 n°4  |  |  |  |  |  |  |  |  |  |  |  |  |  |  |
| Cercle athlétique de Paris 1905–1922 n°31               | Cercle athlétique de Paris 1905–1922 n°31               | Cercle athlétique de Paris 1905–1922 n°31               | Cercle athlétique de Paris 1905–1922 n°31               | Cercle athlétique de Paris 1905–1922 n°31               | Cercle athlétique de Paris 1905–1922 n°31               |                                                    |  | Gallia Club 1896–1922 n°71                          | Gallia Club 1896–1922 n°71                          | Gallia Club 1896–1922 n°71                          | Gallia Club 1896–1922 n°71                          | Gallia Club 1896–1922 n°71                          | Gallia Club 1896–1922 n°71                          |  |  | Club général d'Entraînement ....–1919 n°4  | Club général d'Entraînement ....–1919 n°4  | Club général d'Entraînement ....–1919 n°4  | Club général d'Entraînement ....–1919 n°4  | Club général d'Entraînement ....–1919 n°4  | Club général d'Entraînement ....–1919 n°4  |  |  |  |  |  |  |  |  |  |  |  |  |  |  |
|                                                         |                                                         |                                                         |                                                         |                                                         |                                                         |                                                    |  |                                                     |                                                     |                                                     |                                                     |                                                     |                                                     |  |  |                                            |                                            |                                            |                                            |                                            |                                            |  |  |  |  |  |  |  |  |  |  |  |  |  |  |
|                                                         |                                                         |                                                         |                                                         |                                                         |                                                         |                                                    |  |                                                     |                                                     |                                                     |                                                     |                                                     |                                                     |  |  |                                            |                                            |                                            |                                            |                                            |                                            |  |  |  |  |  |  |  |  |  |  |  |  |  |  |
|                                                         |                                                         |                                                         |                                                         |                                                         |                                                         |                                                    |  |                                                     |                                                     |                                                     |                                                     |                                                     |                                                     |  |  |                                            |                                            |                                            |                                            |                                            |                                            |  |  |  |  |  |  |  |  |  |  |  |  |  |  |
|                                                         |                                                         |                                                         |                                                         |                                                         |                                                         | Cercle athlétique de Paris – Gallia 1922–1923 n°31 |  |                                                     |                                                     |                                                     |                                                     |                                                     |                                                     |  |  |                                            |                                            |                                            |                                            |                                            |                                            |  |  |  |  |  |  |  |  |  |  |  |  |  |  |
|                                                         |                                                         |                                                         |                                                         |                                                         |                                                         |                                                    |  |                                                     |                                                     |                                                     |                                                     |                                                     |                                                     |  |  |                                            |                                            |                                            |                                            |                                            |                                            |  |  |  |  |  |  |  |  |  |  |  |  |  |  |
|                                                         |                                                         |                                                         |                                                         |                                                         |                                                         |                                                    |  |                                                     |                                                     |                                                     |                                                     |                                                     |                                                     |  |  |                                            |                                            |                                            |                                            |                                            |                                            |  |  |  |  |  |  |  |  |  |  |  |  |  |  |
| Gallia Club 1923–... n°3410                             | Gallia Club 1923–... n°3410                             | Gallia Club 1923–... n°3410                             | Gallia Club 1923–... n°3410                             | Gallia Club 1923–... n°3410                             | Gallia Club 1923–... n°3410                             |                                                    |  | Cercle athlétique de Paris 1923–1942 n°31           | Cercle athlétique de Paris 1923–1942 n°31           | Cercle athlétique de Paris 1923–1942 n°31           | Cercle athlétique de Paris 1923–1942 n°31           | Cercle athlétique de Paris 1923–1942 n°31           | Cercle athlétique de Paris 1923–1942 n°31           |  |  | Stade français 1900–1942 n°70              | Stade français 1900–1942 n°70              | Stade français 1900–1942 n°70              | Stade français 1900–1942 n°70              | Stade français 1900–1942 n°70              | Stade français 1900–1942 n°70              |  |  |  |  |  |  |  |  |  |  |  |  |  |  |
| Gallia Club 1923–... n°3410                             | Gallia Club 1923–... n°3410                             | Gallia Club 1923–... n°3410                             | Gallia Club 1923–... n°3410                             | Gallia Club 1923–... n°3410                             | Gallia Club 1923–... n°3410                             |                                                    |  | Cercle athlétique de Paris 1923–1942 n°31           | Cercle athlétique de Paris 1923–1942 n°31           | Cercle athlétique de Paris 1923–1942 n°31           | Cercle athlétique de Paris 1923–1942 n°31           | Cercle athlétique de Paris 1923–1942 n°31           | Cercle athlétique de Paris 1923–1942 n°31           |  |  | Stade français 1900–1942 n°70              | Stade français 1900–1942 n°70              | Stade français 1900–1942 n°70              | Stade français 1900–1942 n°70              | Stade français 1900–1942 n°70              | Stade français 1900–1942 n°70              |  |  |  |  |  |  |  |  |  |  |  |  |  |  |
|                                                         |                                                         |                                                         |                                                         |                                                         |                                                         |                                                    |  |                                                     |                                                     |                                                     |                                                     |                                                     |                                                     |  |  |                                            |                                            |                                            |                                            |                                            |                                            |  |  |  |  |  |  |  |  |  |  |  |  |  |  |
|                                                         |                                                         |                                                         |                                                         |                                                         |                                                         |                                                    |  |                                                     |                                                     | Stade français – C.A. Paris 1942–1944 n°31          |                                                     |                                                     |                                                     |  |  |                                            |                                            |                                            |                                            |                                            |                                            |  |  |  |  |  |  |  |  |  |  |  |  |  |  |
|                                                         |                                                         |                                                         |                                                         |                                                         |                                                         |                                                    |  |                                                     |                                                     |                                                     |                                                     |                                                     |                                                     |  |  |                                            |                                            |                                            |                                            |                                            |                                            |  |  |  |  |  |  |  |  |  |  |  |  |  |  |
|                                                         |                                                         |                                                         |                                                         |                                                         |                                                         |                                                    |  |                                                     |                                                     |                                                     |                                                     |                                                     |                                                     |  |  |                                            |                                            |                                            |                                            |                                            |                                            |  |  |  |  |  |  |  |  |  |  |  |  |  |  |
| Stade olympique charentonnais 1939–1964 n°102 puis n°46 | Stade olympique charentonnais 1939–1964 n°102 puis n°46 | Stade olympique charentonnais 1939–1964 n°102 puis n°46 | Stade olympique charentonnais 1939–1964 n°102 puis n°46 | Stade olympique charentonnais 1939–1964 n°102 puis n°46 | Stade olympique charentonnais 1939–1964 n°102 puis n°46 |                                                    |  | Cercle athlétique de Paris 1944–1964 n°31 puis n°12 | Cercle athlétique de Paris 1944–1964 n°31 puis n°12 | Cercle athlétique de Paris 1944–1964 n°31 puis n°12 | Cercle athlétique de Paris 1944–1964 n°31 puis n°12 | Cercle athlétique de Paris 1944–1964 n°31 puis n°12 | Cercle athlétique de Paris 1944–1964 n°31 puis n°12 |  |  | Stade français Football Club 1942–... n°70 | Stade français Football Club 1942–... n°70 | Stade français Football Club 1942–... n°70 | Stade français Football Club 1942–... n°70 | Stade français Football Club 1942–... n°70 | Stade français Football Club 1942–... n°70 |  |  |  |  |  |  |  |  |  |  |  |  |  |  |
| Stade olympique charentonnais 1939–1964 n°102 puis n°46 | Stade olympique charentonnais 1939–1964 n°102 puis n°46 | Stade olympique charentonnais 1939–1964 n°102 puis n°46 | Stade olympique charentonnais 1939–1964 n°102 puis n°46 | Stade olympique charentonnais 1939–1964 n°102 puis n°46 | Stade olympique charentonnais 1939–1964 n°102 puis n°46 |                                                    |  | Cercle athlétique de Paris 1944–1964 n°31 puis n°12 | Cercle athlétique de Paris 1944–1964 n°31 puis n°12 | Cercle athlétique de Paris 1944–1964 n°31 puis n°12 | Cercle athlétique de Paris 1944–1964 n°31 puis n°12 | Cercle athlétique de Paris 1944–1964 n°31 puis n°12 | Cercle athlétique de Paris 1944–1964 n°31 puis n°12 |  |  | Stade français Football Club 1942–... n°70 | Stade français Football Club 1942–... n°70 | Stade français Football Club 1942–... n°70 | Stade français Football Club 1942–... n°70 | Stade français Football Club 1942–... n°70 | Stade français Football Club 1942–... n°70 |  |  |  |  |  |  |  |  |  |  |  |  |  |  |
|                                                         |                                                         |                                                         |                                                         |                                                         |                                                         |                                                    |  | C.A.P. Charenton depuis 1964 n°12                   |                                                     |                                                     |                                                     |                                                     |                                                     |  |  |                                            |                                            |                                            |                                            |                                            |                                            |  |  |  |  |  |  |  |  |  |  |  |  |  |  |
|                                                         |                                                         |                                                         |                                                         |                                                         |                                                         |                                                    |  |                                                     |                                                     |                                                     |                                                     |                                                     |                                                     |  |  |                                            |                                            |                                            |                                            |                                            |                                            |  |  |  |  |  |  |  |  |  |  |  |  |  |  |

### Couleurs et blason
Les couleurs du club sont le rouge et bleu. Le blason du CAP-Charenton depuis 2012 s'inspire du blason historique du Cercle athlétique de Paris[Information douteuse] en reprenant les initiales CAP sur un fond en losange.

Ancien blason du Cercle athlétique de Paris
Ancien logo du club du CAP-Charenton
Blason depuis 2012

## Résultats sportifs

### Palmarès
Jusqu'en 1898, le championnat organisé par l'Union des sociétés françaises de sports athlétiques (USFSA) ne concerne que Paris et sa proche banlieue. À partir de 1899, il s'ouvre aux clubs de province et des championnats régionaux sont organisés, les champions régionaux se disputant le titre national. Le CA Paris remporte la Troisième série de Paris en 1898, puis la Deuxième série de Paris en 1903[réf. nécessaire] et la Première série de Paris en 1906 et 1909. Les deux victoires en Première série permettent aux Capistes de participer et d'atteindre par deux fois la finale du Championnat de France USFSA.
Après avoir quitté l'USFSA pour la Ligue de football association (LFA), le CA Paris remporte deux victoires en Championnat LFA en 1911 et 1913. Ces deux années-là, le CAP peut alors participer au Trophée de France qui regroupe les champions de différentes fédérations. Le club parisien remporte l'épreuve à chaque fois. L'édition 1913, à l'inverse de l'édition 1911, est disputé par les quatre fédérations de football alors concurrentes (FCAF, FGSPF, LFA et USFSA),[réf. nécessaire]. La victoire des Capistes dans le Trophée de France 1913 peut ainsi être assimilée à un titre de champion de France, qui reste néanmoins officieux.
À partir de la création de la Ligue de Paris de football en 1919, le CAP participe à la Division d'honneur de cette ligue, qu'il remporte en 1927. En tant que champion régional il participe en 1927 au Championnat de France amateur, qu'il gagne également. Au palmarès des Capistes figurent en outre trois coupes nationales dont la Coupe de France en 1920. Le lendemain de la victoire en Coupe de France, le quotidien sportif L'Auto titre « Le CA de Paris est champion de France » : il est en effet d'usage, jusqu'à l'introduction du championnat professionnel en 1932, de qualifier de « champion de France » le vainqueur de la coupe. Les deux autres coupes gagnées par le CAP sont des compétitions d'avant-guerre : la Coupe Manier, réservée aux clubs n'alignant pas plus de trois joueurs étrangers, remportée à quatre reprises dans les années 1900 et la Coupe Dewar remportée en 1908 et 1910.
Le CA Paris participe aussi à plusieurs reprises à l'une des plus anciennes compétitions internationales inter-clubs, le Challenge international du Nord, créé en 1898 et qui regroupe selon les années des clubs belges, français, suisses, néerlandais et anglais. Lors de l'édition de 1910 qui voit s'affronter des clubs français et anglais amateurs, le CAP parvient en finale où il perd 3-0 contre le Reigate Priory Football Club, club basé à Reigate dans le Surrey.
| Compétitions internationales                         | Compétitions nationales | Compétitions régionales |
| ---------------------------------------------------- | --- | --- |
| - Challenge international du Nord - Finaliste : 1910 | Championnat - Championnat de France de l'USFSA - Finaliste : 1906 et 1909 - Championnat de France (1927-1929) (1) - Champion : 1927 Coupes - Coupe de France (1) - Vainqueur : 1920 - Finaliste : 1928 - Trophée de France (2) - Vainqueur : 1911 et 1913 - Coupe Manier (4) - Vainqueur : 1902[réf. nécessaire], 1905, 1906 et 1907 - Finaliste : 1904 - Coupe Dewar (2) - Vainqueur : 1908 et 1910 - Coupe des Alliés - Finaliste : 1915 | Championnats - Championnat de Paris de l'USFSA (2) - Champion : 1906 et 1909 - Champion de 2e série : 1903 - Champion de 3e série : 1898 - Championnat de Paris (1) - Champion : 1927 - Championnat de la LFA (2) - Champion : 1911 et 1913 |

### Statistiques
Le CA Paris dispute deux championnats de Division 1 entre 1932 et 1934. Lors de ces deux saisons, il dispute 44 matchs pour 13 victoires, 4 matchs nuls et 27 défaites. Il marque 93 buts et en encaisse 127, soit une différence de buts de -34. Sur ces deux saisons, les statistiques suivantes peuvent être relevées :
- joueur disputant le plus grand nombre de matchs : Louis Finot et Karoly Mayer (41) ;
- joueur marquant le plus grand nombre de buts : André Guimbart (21) ;
- plus grand nombre de victoires consécutives : 3 ;
- plus grand nombre de matchs consécutifs sans défaite : 4.

Le club a possédé durant 89 saisons le record de défaites consécutives dans le championnat de France de première division en alignant douze défaites de suite lors de la saison 1933-1934. Ce record était alors partagé avec le Grenoble Foot 38 qui démarra le championnat de Ligue 1 2009-2010 par onze défaites après une défaite en dernière journée de la saison précédente, ainsi que par le Dijon Football Côte d'Or lors de la saison 2020-2021. Ce record a été battu le 1er février 2023 par l'Angers SCO qui a enregistré une 13ème défaite consécutive.
En 1938, l'attaquant argentin Hugo Lammana termine meilleur buteur du Championnat de France de Division 2 avec 29 buts.

### Bilan par saison
Le tableau suivant présente les résultats du Cercle Athlétique de Paris en championnat, de la première saison du club en 1897-1898 à la saison 1964-1965, qui fait suite au changement de statut du club en octobre 1964. Les résultats au Trophée de France (1907-1914), en Coupe Manier (1897-1914), en Coupe Charles Drago (1953-1965) et en Coupe de France, (depuis 1918) sont également détaillés. Lors des saisons 1942-1943 et 1943-1944, le CA Paris s'associe avec le Stade français au sein de l'Entente Stade français/CA Paris pour présenter une équipe commune en championnat et Coupe de France,,.
Résultats par saison du CA Paris (1897-1932)
| Saison         | Championnat                     | Classement     | Pts            | J              | G              | N              | P              | Bp             | Bc             | Diff           | Coupes            | Coupes          |
| Statut amateur | Statut amateur                  | Statut amateur | Statut amateur | Statut amateur | Statut amateur | Statut amateur | Statut amateur | Statut amateur | Statut amateur | Statut amateur | Statut amateur    | Statut amateur  |
| -------------- | ------------------------------- | -------------- | -------------- | -------------- | -------------- | -------------- | -------------- | -------------- | -------------- | -------------- | ----------------- | --------------- |
| 1897-1898      | 2e série, équipes secondes USFA | 1 / 10         |                |                |                |                |                |                |                |                |                   | Coupe Manier    |
| 1898-1899      | 3e série de Paris USFA          |                |                |                |                |                |                |                |                |                |                   | nc              |
| 1899-1900      | 2e série de Paris USFA          |                |                |                |                |                |                |                |                |                |                   | nc              |
| 1900-1901      | 1re série de Paris USFA         |                |                |                |                |                |                |                |                |                |                   | Demi-finale     |
| 1901-1902      | 1re série de Paris USFA         |                |                |                |                |                |                |                |                |                |                   | Vainqueur       |
| 1902-1903      | 1re série de Paris USFA         | 3/8            |                |                |                |                |                |                |                |                |                   | Quart de finale |
| 1903-1904      | 1re série de Paris USFA         |                |                |                |                |                |                |                |                |                |                   | Finaliste       |
| 1904-1905      | 1re série de Paris USFA         |                |                |                |                |                |                |                |                |                |                   | Vainqueur       |
| 1905-1906      | 1re série de Paris USFA         | 1              |                |                |                |                |                |                |                |                |                   | Vainqueur       |
| 1905-1906      | Champ. de France USFA           | Finaliste      |                |                |                |                |                |                |                |                | Trophée de France | Vainqueur       |
| 1906-1907      | 1re série de Paris USFA         |                |                |                |                |                |                |                |                |                | –                 | Vainqueur       |
| 1907-1908      | 1re série de Paris USFA         |                |                |                |                |                |                |                |                |                | –                 | nc              |
| 1908-1909      | 1re série de Paris USFA         | 1              |                |                |                |                |                |                |                |                | –                 | nc              |
| 1908-1909      | Champ. de France USFA           | Finaliste      |                |                |                |                |                |                |                |                | –                 | nc              |
| 1909-1910      | 1re série de Paris USFA         |                |                |                |                |                |                |                |                |                | –                 | nc              |
| 1910-1911      | Championnat LFA                 | 1              |                |                |                |                |                |                |                |                | Vainqueur         | nc              |
| 1911-1912      | Championnat LFA                 |                |                |                |                |                |                |                |                |                | –                 | nc              |
| 1912-1913      | Championnat LFA                 | 1              |                |                |                |                |                |                |                |                | Vainqueur         | nc              |
| 1913-1914      | Championnat LFA                 | 3 / 5          |                |                |                |                |                |                |                |                | –                 | nc              |
| 1914-1915      |                                 |                |                |                |                |                |                |                |                |                |                   |                 |
| 1915-1916      |                                 |                |                |                |                |                |                |                |                |                |                   |                 |
| 1916-1917      |                                 |                |                |                |                |                |                |                |                |                | Coupe de France   |                 |
| 1917-1918      |                                 |                |                |                |                |                |                |                |                |                | 8e de finale      |                 |
| 1918-1919      |                                 |                |                |                |                |                |                |                |                |                | Quart de finale   |                 |
| 1919-1920      | DH Paris groupe A               | 5 / 10         |                |                |                |                |                |                |                |                | Vainqueur         |                 |
| 1920-1921      | DH Paris                        | 4 / 10         |                |                |                |                |                |                |                |                | Quart de finale   |                 |
| 1921-1922      | DH Paris groupe B               | 4 / 6          |                |                |                |                |                |                |                |                | 16e de finale     |                 |
| 1922-1923      |                                 |                |                |                |                |                |                |                |                |                | 8e de finale      |                 |
| 1923-1924      |                                 |                |                |                |                |                |                |                |                |                | 16e de finale     |                 |
| 1924-1925      | DH Paris groupe B               | 4 / 8          |                |                |                |                |                |                |                |                | 32e de finale     |                 |
| 1925-1926      | DH Paris                        | 7 / 8          |                |                |                |                |                |                |                |                | prélim.           |                 |
| 1926-1927      | DH Paris                        | 1 / 8          |                |                |                |                |                |                |                |                | Demi-finale       |                 |
| 1926-1927      | Champ. de France                | 1 / 5          | 6              | 4              | 2              | 2              | 0              |                |                |                | Demi-finale       |                 |
| 1927-1928      | DH Paris                        | 4 / 8          |                |                |                |                |                |                |                |                | Finaliste         |                 |
| 1928-1929      | DH Paris                        | 3 / 8          |                |                |                |                |                |                |                |                | Quart de finale   |                 |
| 1929-1930      | DH Paris                        | 3 / 8          |                |                |                |                |                |                |                |                | Quart de finale   |                 |
| 1930-1931      | DH Paris                        | 3 / 8          |                |                |                |                |                |                |                |                | Quart de finale   |                 |
| 1931-1932      | DH Paris                        | 5 / 8          |                |                |                |                |                |                |                |                | 16e de finale     |                 |

| Saison               | Championnat            | Classement           | Pts                  | J                    | G                    | N                    | P                    | Bp                   | Bc                   | Diff                 | Coupes                      | Coupes               |
| Statut professionnel | Statut professionnel   | Statut professionnel | Statut professionnel | Statut professionnel | Statut professionnel | Statut professionnel | Statut professionnel | Statut professionnel | Statut professionnel | Statut professionnel | Statut professionnel        | Statut professionnel |
| -------------------- | ---------------------- | -------------------- | -------------------- | -------------------- | -------------------- | -------------------- | -------------------- | -------------------- | -------------------- | -------------------- | --------------------------- | -------------------- |
| 1932-1933            | Division 1 groupe B    | 5 / 10               | 20                   | 18                   | 8                    | 4                    | 6                    | 38                   | 37                   | +1                   | 32e de finale               |                      |
| 1933-1934            | Division 1             | 14 / 14              | 10                   | 26                   | 5                    | 0                    | 21                   | 55                   | 90                   | -35                  | 8e de finale                |                      |
| 1934-1935            | Division 2             | 7 / 16               | 24                   | 26                   | 9                    | 3                    | 11                   | 52                   | 63                   | -11                  | 16e de finale               |                      |
| 1935-1936            | Division 2             | 11 / 19              | 33                   | 34                   | 12                   | 9                    | 13                   | 43                   | 55                   | +4                   | 16e de finale               |                      |
| 1936-1937            | Division 2             | 14 / 17              | 26                   | 32                   | 10                   | 6                    | 16                   | 41                   | 62                   | -21                  | 32e de finale               |                      |
| 1937-1938            | Division 2 poule Ouest | 3 / 5                | 8                    | 8                    | 4                    | 0                    | 4                    | 13                   | 12                   | +1                   | 32e de finale               |                      |
| 1937-1938            | Poule promotion        | 9 /16                | 28                   | 30                   | 12                   | 4                    | 14                   | 60                   | 50                   | +10                  |                             |                      |
| 1938-1939            | Division 2             | 13 / 23              | 34                   | 40                   | 12                   | 10                   | 18                   | 70                   | 69                   | +1                   | 16e de finale               |                      |
| 1939-1940            | Zone Nord              | 6 / 10               | 12                   | 12                   | 4                    | 4                    | 4                    | 28                   | 28                   | 0                    | Quart de finale             |                      |
| 1940-1941            | Zone occupée           | 6 / 7                | 8                    | 12                   | 3                    | 2                    | 7                    | 12                   | 25                   | -13                  | 8e de finale (zone occupée) |                      |
| 1941-1942            | Zone occupée           | 6 / 9                | 13                   | 16                   | 5                    | 3                    | 8                    | 20                   | 24                   | -4                   | 8e de finale (zone occupée) |                      |
| 1942-1943            | Zone Nord              | 15 / 16              | 17                   | 30                   | 5                    | 7                    | 18                   | 48                   | 95                   | -47                  | Finaliste (zone occupée)    |                      |
| 1943-1944            | CFA groupe B           |                      |                      |                      |                      |                      |                      |                      |                      |                      | 8e de finale                |                      |
| 1944-1945            |                        |                      |                      |                      |                      |                      |                      |                      |                      |                      | prélim.                     |                      |
| 1945-1946            | Division 2 poule Nord  | 8 / 14               | 24                   | 26                   | 11                   | 2                    | 13                   | 48                   | 52                   | -4                   | 16e de finale               |                      |
| 1946-1947            | Division 2             | 12 / 22              | 41                   | 42                   | 15                   | 11                   | 16                   | 76                   | 74                   | +2                   | prélim.                     |                      |
| 1947-1948            | Division 2             | 19 / 20              | 24                   | 38                   | 10                   | 4                    | 24                   | 60                   | 77                   | -17                  | 16e de finale               |                      |
| 1948-1949            | Division 2             | 18 / 19              | 20                   | 36                   | 5                    | 10                   | 21                   | 35                   | 82                   | -47                  | 32e de finale               |                      |
| 1949-1950            | Division 2             | 18 / 18              | 11                   | 34                   | 3                    | 5                    | 26                   | 36                   | 86                   | -50                  | 16e de finale               |                      |
| 1950-1951            | Division 2             | 17 / 18              | 22                   | 32                   | 9                    | 4                    | 19                   | 31                   | 61                   | -30                  | 16e de finale               |                      |
| 1951-1952            | Division 2             | 14 / 18              | 27                   | 34                   | 12                   | 3                    | 19                   | 38                   | 52                   | -14                  | 32e de finale               | Coupe Ch. Drago      |
| 1952-1953            | Division 2             | 16 / 18              | 21                   | 34                   | 8                    | 5                    | 21                   | 32                   | 65                   | -33                  | prélim.                     | 1er tour             |
| 1953-1954            | Division 2             | 19 / 20              | 23                   | 38                   | 8                    | 7                    | 23                   | 56                   | 91                   | -35                  | 32e de finale               | 3e tour              |
| 1954-1955            | Division 2             | 20 / 20              | 21                   | 38                   | 4                    | 13                   | 21                   | 38                   | 76                   | -38                  | 32e de finale               | 1er tour             |
| 1955-1956            | Division 2             | 19 / 20              | 26                   | 38                   | 8                    | 10                   | 20                   | 45                   | 66                   | -21                  | prélim.                     | 1er tour             |
| 1956-1957            | Division 2             | 19 / 20              | 23                   | 38                   | 6                    | 11                   | 21                   | 41                   | 82                   | -41                  | prélim.                     | 1er tour             |
| 1957-1958            | Division 2             | 18 / 22              | 30                   | 42                   | 10                   | 10                   | 22                   | 49                   | 80                   | -31                  | prélim.                     | 1er tour             |
| 1958-1959            | Division 2             | 20 / 20              | 23                   | 38                   | 7                    | 9                    | 22                   | 34                   | 87                   | -53                  | prélim.                     | 1er tour             |
| 1959-1960            | Division 2             | 16 / 20              | 31                   | 38                   | 14                   | 3                    | 21                   | 61                   | 68                   | -7                   | prélim.                     | 1er tour             |
| 1960-1961            | Division 2             | 18 / 19              | 25                   | 36                   | 9                    | 7                    | 20                   | 33                   | 56                   | -23                  | 32e de finale               | 1er tour             |
| 1961-1962            | Division 2             | 18 / 19              | 26                   | 36                   | 7                    | 12                   | 17                   | 34                   | 49                   | -15                  | prélim.                     | 1er tour             |
| 1962-1963            | Division 2             | 15 / 19              | 28                   | 36                   | 9                    | 10                   | 17                   | 39                   | 62                   | -23                  | prélim.                     | 2e tour              |
| Statut amateur       |                        |                      |                      |                      |                      |                      |                      |                      |                      |                      |                             |                      |
| 1963-1964            | CFA groupe Ouest       | 12 / 12              | 4                    | 22                   | 0                    | 4                    | 18                   | 10                   | 49                   | -39                  | prélim.                     |                      |
| 1964-1965            | DH Paris               | 11 / 12              |                      | 22                   | 5                    | 4                    | 13                   | 25                   | 43                   | -18                  | prélim.                     |                      |

## Figures du club

### Présidents
Deux présidents marquent l'histoire du Cercle Athlétique de Paris. Le premier est Michel Fontaine, qui est l'architecte de la fusion de 1906 avec l'Union Sportive XIIe et le Paris Athlétic Club. Fontaine, à l'origine de la création en 1919 de la Ligue de Paris de football, est le « grand président » du CA Paris, celui de l'âge d'or du club et des principaux titres remportés par les Capistes.
Le second président marquant est Marcel Langiller qui, pendant une vingtaine d'années, dirige le club après la Seconde Guerre mondiale jusqu'à la fusion du club parisien avec le Stade Olympique Charentonnais en 1964. Sous sa présidence, le CAP reste embourbé en fin de classement de la Division 2. Langiller est également un ancien joueur du club : il y est formé jusqu'en 1928 et y termine sa carrière de 1936 à 1938.

### Entraîneurs
Durant la première saison parmi l'élite professionnelle française (1932-1933), l'entraîneur du CAP est le Hongrois Ferenc Kónya, . Parmi les entraîneurs du CA Paris, on compte le président Marcel Langiller qui cumule les deux fonctions pendant la saison 1948-1949. Le tableau suivant présente la liste des entraîneurs de l'équipe professionnelle du CA Paris à partir de 1945.
| Période   | Entraîneur       |
| --------- | ---------------- |
| 1945-1946 | Lucien Laurent   |
| 1946-1947 | Roland Lefèvre   |
| 1947-1948 | Maurice Banide   |
| 1948-1949 | Marcel Langiller |
| 1949-1950 | André Chardar    |
| 1950-1952 | Angelo Grizzetti |
| 1952-1953 | Pierre Favier    |

| Période   | Entraîneur           |
| --------- | -------------------- |
| 1953-1955 | Pierre Bican         |
| 1955-1956 | Albert Dubreucq      |
| 1956-1957 | André Chardar        |
| 1957-1959 | André Mori           |
| 1959-1961 | Eugène Proust        |
| 1961-1963 | Angelo Grizzetti (2) |

### Joueurs emblématiques

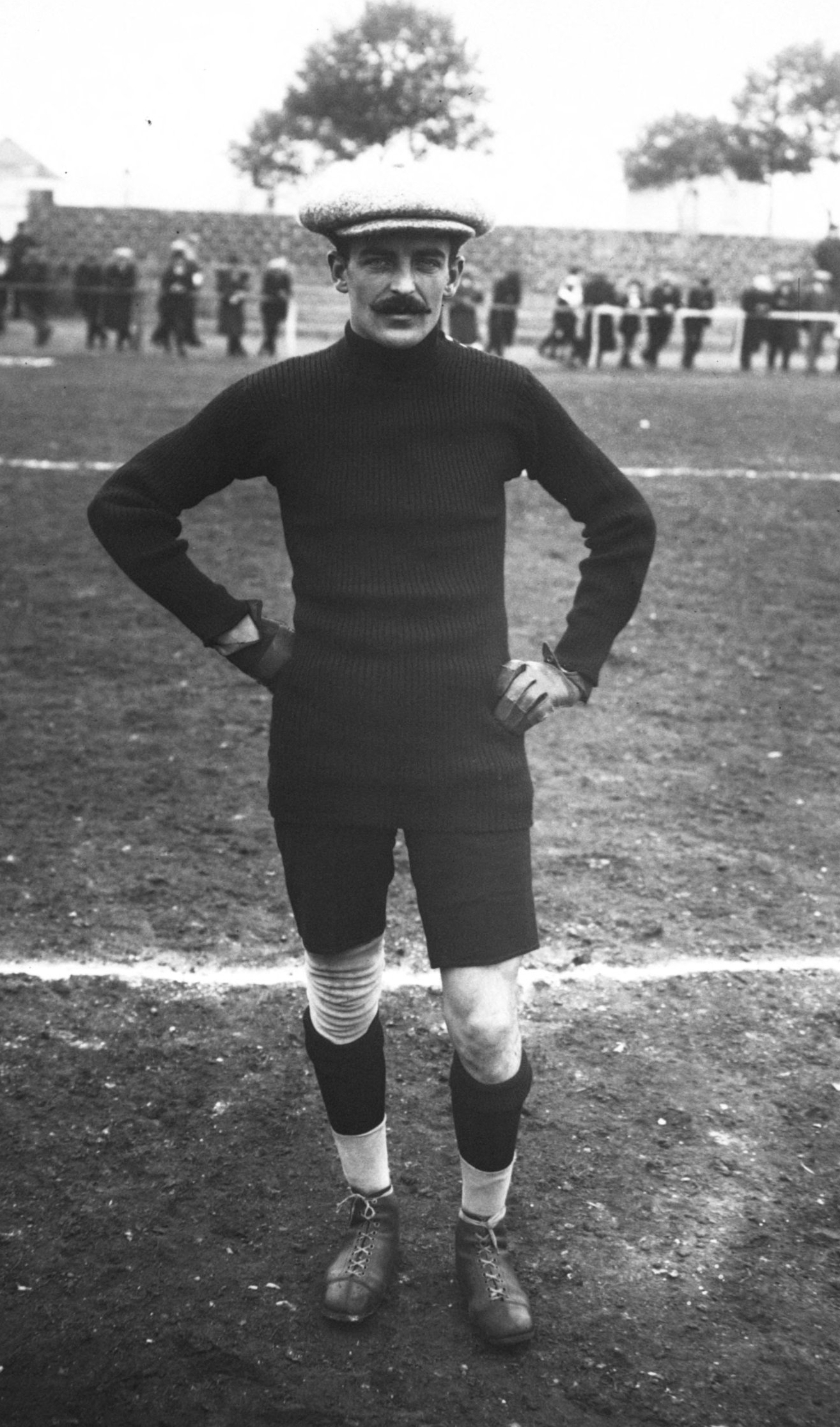
Andreas Scheibenstock, gardien du CAP en 1913.

L'un des meilleurs joueurs de l'histoire du Cercle Athlétique de Paris est Marcel Langiller. Il s'agit d'un attaquant qui évolue au poste d'ailier gauche. Enfant, il habite dans les environs de Charentonneau, le stade du CA Paris. Il fait partie de l'équipe première du CA Paris à l'âge de 16 ans. Avec ce club, il remporte le titre de champion de France amateur en 1927. La même année il dispute à 19 ans le premier de ses trente matchs avec l'équipe de France. Après avoir atteint la finale de la Coupe de France 1928 sous le maillot du CA Paris, il participe aux Jeux olympiques d'été de 1928 et rejoint l'Excelsior Athlétic Club de Roubaix. Il poursuit sa carrière de footballeur professionnel au Red Star et à l'AS Saint-Étienne. Marcel Langiller revient ensuite au CA Paris en tant que joueur amateur avant d'y occuper la fonction de président de club jusqu'à la fusion avec le Stade Olympique de Charenton en 1964.
Lors de son premier match international le 1er mai 1904 contre la Belgique, la France compte dans ses rangs cinq joueurs licenciés au CA Paris, alors nommé FC Paris. Il s'agit de Charles Bilot, Georges Bilot, Gaston Cyprès, Louis Mesnier et Joseph Verlet. Dans un dispositif tactique en 2-3-5, alors classique, Joseph Verlet joue à l'arrière. Charles et Georges Bilot évoluent au poste de demi-aile défensif autour du demi-centre et ont pour rôle de marquer les « extérieurs » belges. Parmi les cinq avants, le centre est entouré de deux intérieurs dont Gaston Cyprès et de deux extérieurs, dont Louis Mesnier, pour déborder la défense belge sur les côtés. Louis Mesnier est l'auteur de l'égalisation française 1-1 à la 12e minute de jeu. L'égalisation à 3-3, qui est le score final, est également l'œuvre de deux Capistes : un coup franc de Joseph Verlet est repris victorieusement d'une reprise de volée par Gaston Cyprès à la 87e minute,,.
Les joueurs du CA Paris totalisent 100 sélections en équipe de France de 1904 à 1937. Le tableau suivant donne la liste des joueurs du Football Club de Paris (période 1904-1906) et du Cercle Athlétique de Paris (à partir de 1906) en équipe de France, le nombre de sélections et la période correspondante, ainsi que le nombre total de sélections en incluant les périodes où le joueur est dans un autre club de football.
Joueurs du CA Paris en équipe de France
| Joueur           | Sélections | Période             | Sél. (total) |
| ---------------- | ---------- | ------------------- | ------------ |
| Georges Albert   | 1          | 1908                | 1            |
| Henri Bard       | 10         | 1919-1921           | 18           |
| Henri Beau       | 5          | 1911                | 5            |
| Maurice Beaudier | 3          | 1921                | 3            |
| Maurice Bigué    | 7          | 1911-1914           | 7            |
| Charles Bilot    | 6          | 1904-1912           | 6            |
| Georges Bilot    | 1          | 1904                | 1            |
| Gaston Cyprès    | 6          | 1904-1908           | 6            |
| Émilien Devic,   | 2          | 1911                | 9            |
| Jean Fidon       | 1          | 1927                | 1            |
| Louis Finot      | 7          | 1930-1934           | 7            |
| Ernest Gravier   | 6          | 1911                | 11           |
| Marcel Langiller | 7 puis 3   | 1927-1928 puis 1937 | 30           |
| Jean Laurent     | 3          | 1930                | 9            |
| Lucien Laurent   | 2          | 1930                | 10           |
| Louis Mesnier    | 14         | 1904-1913           | 14           |
| Georges Moulène  | 1          | 1926                | 1            |
| Georges Ouvray   | 1          | 1928                | 1            |
| Marcel Vanco     | 7          | 1920-1922           | 8            |
| Joseph Verlet    | 7          | 1904-1911           | 7            |
| Total            | 100        | 1904-1937           |              |

L'international Charles Bilot, également médecin, meurt quelques mois après sa sixième sélection d'une maladie pulmonaire contractée auprès de l'un de ses patients.[réf. nécessaire]
D'autres joueurs rejoignent les rangs de l'équipe de France après leur formation au CA Paris. C'est le cas notamment d'André Chardar, de Georges Rose, de Pierre Ranzoni ou encore d'Émile Bongiorni. Ce dernier, après son passage au CAP, honore cinq sélections en équipe nationale et joue pour le meilleur club italien du moment, le Torino Football Club surnommé alors Grande Torino, avant de trouver la mort au cours du drame de Superga qui décime toute l'équipe italienne en 1949.
D'autres internationaux français ont également joué pour le CA Paris comme André Allègre et André Poullain à la fin des années 1910 ou encore Alfred Aston, entraîneur-joueur du club parisien après une carrière internationale comptant 31 sélections de 1934 à 1946.

## Infrastructures

### Stades
- Saint-Ouen
- Paris 16e (Parc des Princes)
- Montrouge
- Vincennes
- Saint-Mandé
- Bois de Vincennes
- Charenton-le-Pont

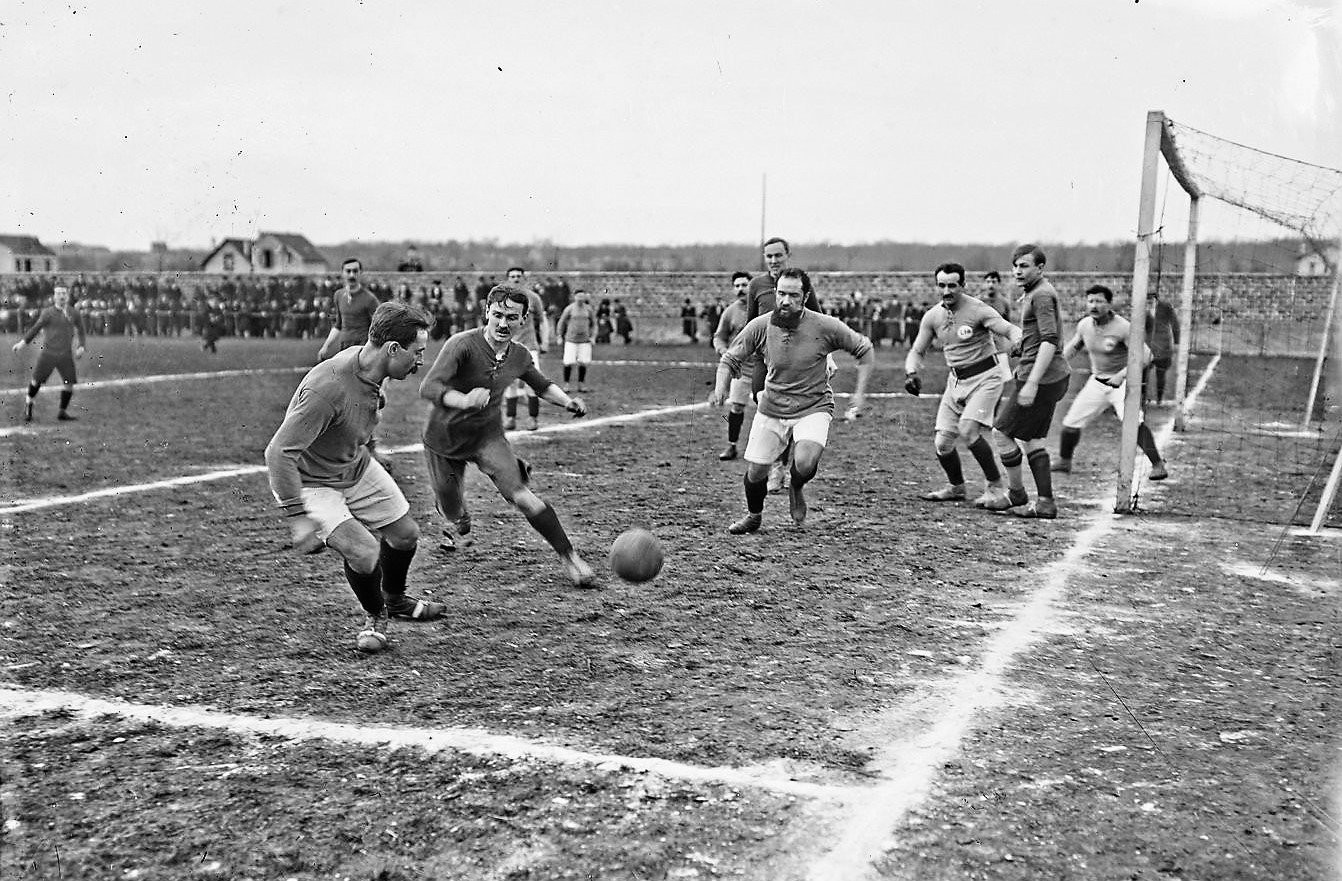
Le CA Paris au stade de Charentonneau, en 1911.

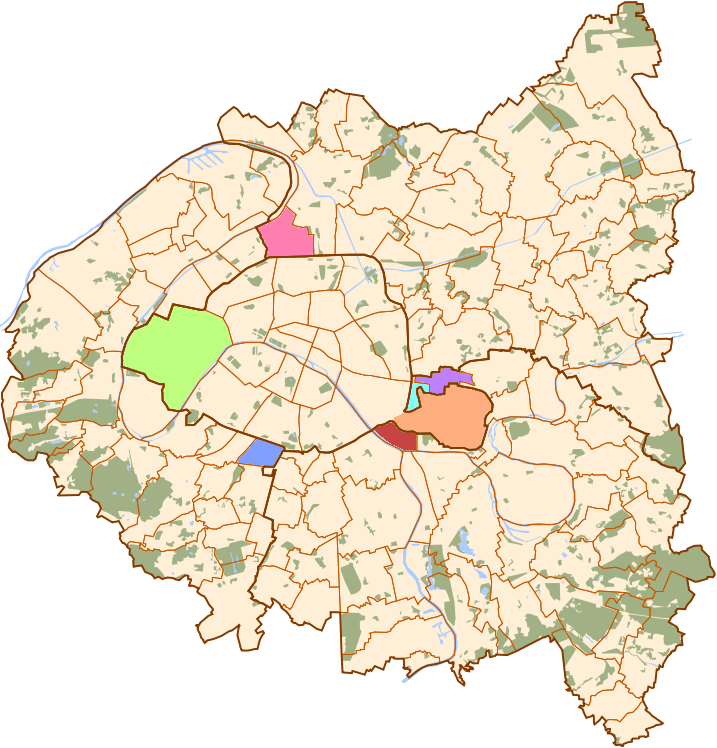
Localisation des stades du CA Paris en région parisienne :

À sa création en 1896 sous le nom de Nationale de Saint-Mandé, le Cercle Athlétique de Paris dispute ses premiers matchs au stade de la Porte Dorée et sur la pelouse de la Belle-Gabrielle située dans l'est du bois de Vincennes. Le club emménage ensuite en 1905 au stade de Charentonneau, qui est l'un des premiers terrains spécialement conçu pour le football en France. Le Cercle Athlétique de Paris joue de nombreuses années dans son fief de Charentonneau, où le club réalise ses plus belles performances avant la Première Guerre mondiale et pendant l'entre-deux-guerres. Mais dès la fin des années 1930, Charentonneau n'est plus disponible : le terrain sur lequel est construit le stade est vendu par un dirigeant du CAP, qui en détient la majorité.
Le CAP n'a plus alors de stade fixe et évolue principalement au stade de la Porte Dorée alors situé sur la commune de Saint-Mandé, au stade Buffalo à Montrouge, au stade de Paris à Saint-Ouen et au Parc des Princes,. Le club dispute également ses rencontres à domicile dans d'autres stades de l'Île-de-France comme à Mantes. Pendant la saison 1957-1958, il joue sur le terrain de Bonvoisin avant de déménager au stade Léo-Lagrange de Vincennes, et lors de la saison 1959-1960, évolue au stade vélodrome de la Cipale et au stade Pershing dans le Bois de Vincennes .

### Affluences
Le CA Paris connaît ses premières grosses affluences à l'occasion des grands matchs de sa période amateur. Le quart de finale de la Coupe de France 1920-1921 entre le CAP et l'Olympique se dispute ainsi au stade de Charentonneau devant 8 000 spectateurs. Au début de la période professionnelle, les affluences grossissent encore pour les rencontres du championnat de France de Division 1. La réception de l'Olympique de Marseille pour le compte de la dernière journée du championnat 1933-1934 le 10 mai 1934 se déroule par exemple dans un stade de Colombes bien garni, et ceci bien que le CAP soit lanterne rouge et assuré de descendre en Division 2. Il s'agit là du dernier match en Division 1 pour le CAP, l'OM ayant pour sa part encore deux matchs en retard à disputer, qu'il perd d'ailleurs (6-1 à Lille et 2-4 au stade de l'Huveaune contre l'Excelsior AC) pour la plus grande joie des Sétois qui fêtent, contre toutes attentes, le premier doublé coupe-championnat.
Entre 1948 et 1963, les plus fortes affluences moyennes à domicile du CA Paris en championnat se montent à 2 998 et 2 925 spectateurs lors des saisons 1952-1953 et 1960-1961. La plus faible est de 536 spectateurs lors de la saison 1962-1963, qui est la dernière du club en Division 2. Sur cette période, les affluences du CAP souffrent du changement fréquent de stade. En effet les rencontres à domicile contre l'Olympique de Marseille dans le championnat de Division 2 sont suivies par 33 954 spectateurs le 6 novembre 1960 au Parc des Princes, mais par seulement 1 296 spectateurs le 17 janvier 1960 au stade Léo Lagrange de Vincennes, et par 1 899 spectateurs le 3 mars 1962 au stade de Paris à Saint-Ouen.

## Autres sections
Le Cercle athlétique de Paris a eu une équipe de water-polo, qui a remporté le Championnat de France masculin de water-polo à trois reprises, en 1905, 1906 et 1908.